# Cove (Texas)
Cove é uma cidade localizada no estado norte-americano do Texas, no Condado de Chambers.

## Demografia
Segundo o censo norte-americano de 2000, a sua população era de 323 habitantes.
Em 2006, foi estimada uma população de 299, um decréscimo de 24 (-7.4%).

## Geografia
De acordo com o United States Census Bureau tem uma área de
3,3 km², dos quais 3,2 km² cobertos por terra e 0,1 km² cobertos por água. Cove localiza-se a aproximadamente 7 m acima do nível do mar.

## Localidades na vizinhança
O diagrama seguinte representa as localidades num raio de 16 km ao redor de Cove.